# Neue Entdeckungen im Ganzen Umfang der Pflanzenkunde
Neue Entdeckungen im Ganzen Umfang der Pflanzenkunde (Nuevos descubrimientos en todo el ámbito de la botánica; abreviado Neue Entdeck. Pflanzenk.) es un libro con descripciones botánicas que fue escrito por el botánico y médico alemán Curt Polycarp Joachim Sprengel y que se publicó en 3 volúmenes en los años 1820 a 1822.

## Publicación
- Volumen nº 1, 1820;
- Volumen nº 2, 1821;
- Volumen nº 3, 1822